# Cabinet Lafontaine II
Le deuxième cabinet d'Oskar Lafontaine (Kabinett Lafontaine II) était le gouvernement du Land de Sarre du 21 février 1990 au 23 novembre 1994.
Il était dirigé par le social-démocrate Oskar Lafontaine et était soutenu par le seul Parti social-démocrate d'Allemagne.
Il a succédé au cabinet Lafontaine I et a été remplacé par le cabinet Lafontaine III.

## Composition
| Poste                                                                 | Ministre      | Ministre                                  | Parti |
| --------------------------------------------------------------------- | ------------- | ----------------------------------------- | ----- |
| Ministre-Président                                                    |               | Oskar Lafontaine                          | SPD   |
| Ministre de l'Intérieur                                               |               | Friedel Läpple                            | SPD   |
| Ministre des Finances                                                 |               | Hans Kasper                               | SPD   |
| Ministre de la Justice                                                |               | Arno Walter                               | SPD   |
| Ministre de la Science et de la Culture                               |               | Diether Breitenbach                       | SPD   |
| Ministre de l'Enseignement et des Sports                              |               | Marianne Granz                            | SPD   |
| Ministre du Travail et des Femmes (18.02.1991)                        |               | Brunhilde Peter                           | SPD   |
| Ministre de la Santé et des Affaires sociales (18.02.1991)            |               | Christiane Krajewski                      | SPD   |
| Ministre des Femmes, du Travail, de la Santé et des Affaires sociales |               | Christiane Krajewski jusqu'au 18/02/1991  | SPD   |
| Ministre de l'Économie                                                |               | Hans-Joachim Hoffmann jusqu'au 05/06/1991 | SPD   |
| Ministre de l'Économie                                                | Reinhold Kopp |                                           | SPD   |
| Ministre de l'Environnement                                           |               | Jo Leinen                                 | SPD   |